# Максимир
Максимир је загребачка градска четврт у којој се налазе истоимена парк-шума и стадион Максимир (познат по наступима фудбалског клуба Динамо). Име је добила по Максимилијану Врховцу. Центар Максимира је „Кватерников трг“ који је добио име по Еугену Кватернику.
Парк-шуму Максимир, прву у југоисточној Европи (отворена 1794. године), бискуп Јурај Хаулик је уредио у енглеском пејзажном стилу. У парку је очуван биљни и животињски свет низијских шума, а у њему се налази и пет језера (што природна, што вештачка).
Истакнутији објекти у Парку су:
- Швајцарска кућа (саграђена 1842, обновљена 2005),
- Видиковац киоск, саграђен 1843,
- Павиљон Јека (саграђен 1840, обновљен 2001),
- Капелица Светог Јурја (саграђена 1880).

На јужном крају парк-шуме налази се Зоолошки врт града Загреба.
Познатији делови градске четврти су: Лашчина, Ребар, Горњи Буковац и бивше село Ремете у којем се налази црква узнесења „Блажене Дјевице Марије“ са манастиром.
У Максимиру живи преко 50.000 становника (2005), а територијално је подељен у 11 месних самоуправа.

## Галерија
- Парк-шума Максимир
- Зоолошки врт Максимир